# Rivière volante

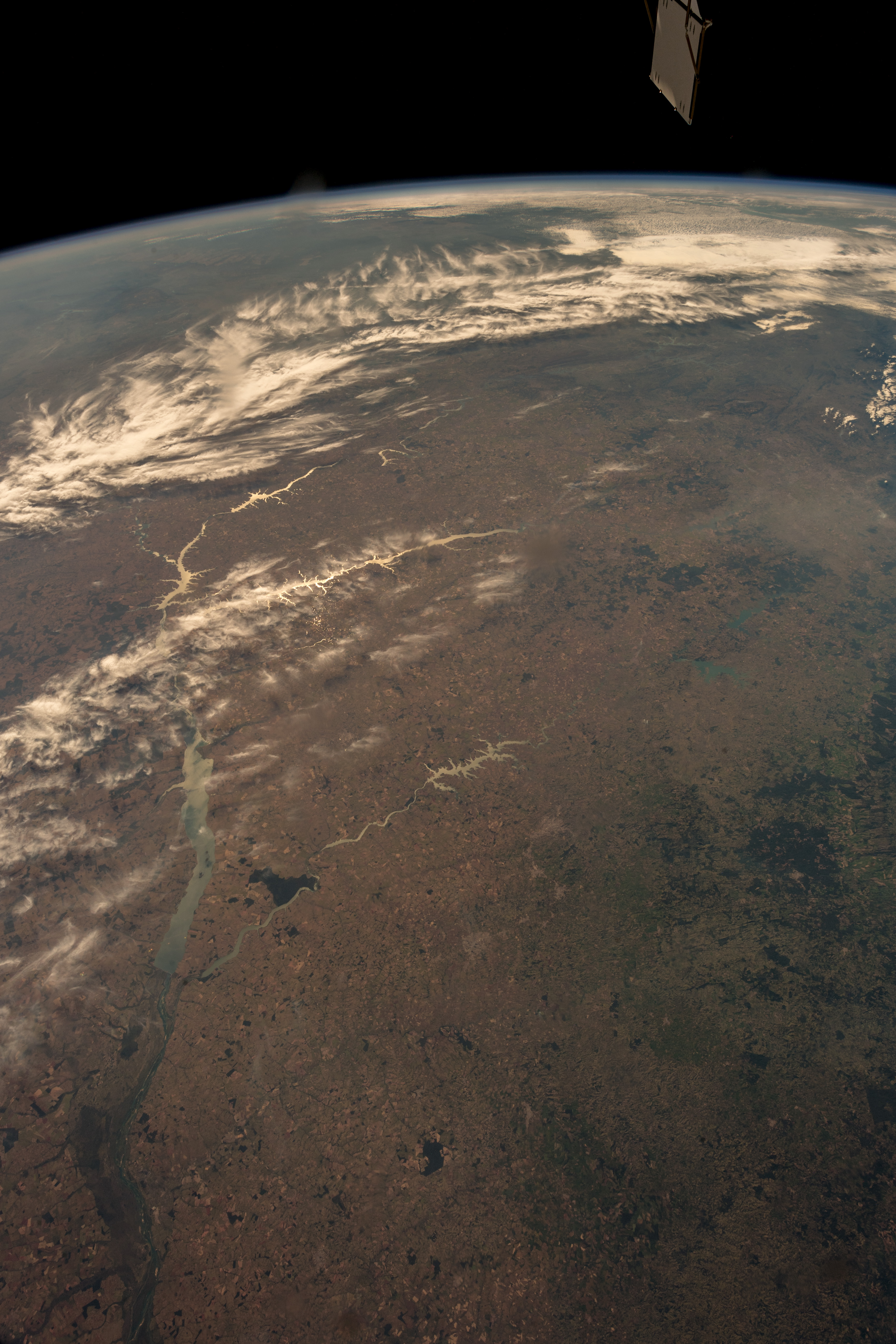
Photo satellite de l'Amazonie

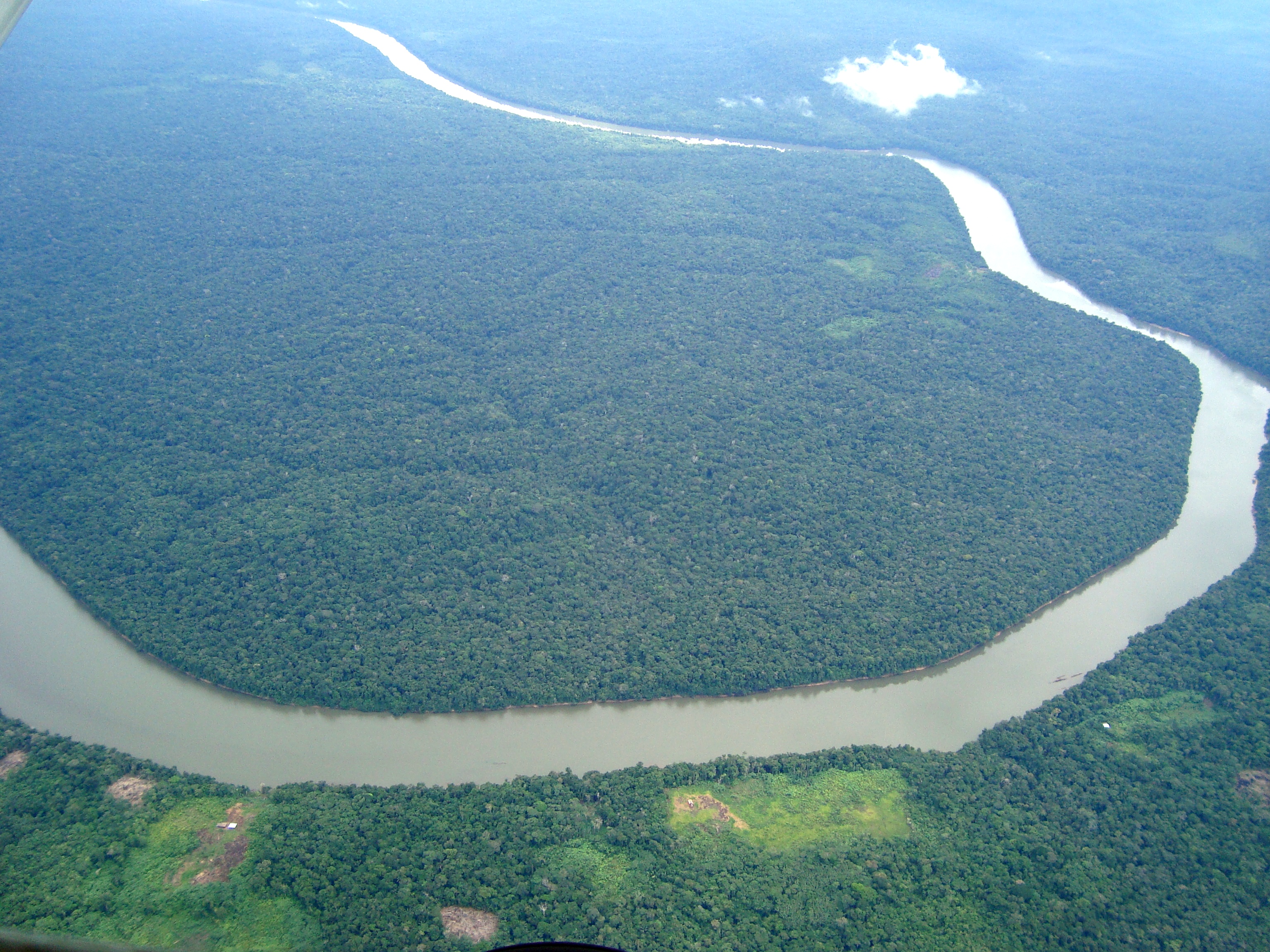
Vue aérienne de la forêt Amazonienne

Une rivière volante est un mouvement de grandes quantités de vapeur d'eau transportées dans l'atmosphère, identifié pour la première fois dans le bassin amazonien où cette masse de vapeur d'eau s'écoule en altitude vers d'autres parties de l'Amérique du Sud. 
Les arbres forestiers libèrent de la vapeur d'eau dans l'atmosphère par évapotranspiration et cette humidité se dépose dans d'autres localités sous forme de précipitations, formant une rivière virtuelle. Un phénomène de ce type aurait en Antarctique récemment précipité une phase de vêlage d'icebergs.

## Concept
Un arbre en forêt libère en moyenne 1 000 litres de vapeur d'eau dans l'atmosphère chaque jour. Il a été constaté que chaque mètre carré de surface maritime entraine l'évaporation d'un litre d'eau chaque jour, tandis que la même zone de forêt engendre l'évaporation d'environ huit fois plus d'eau en raison des multiples couches de feuillage dans la cime des arbres.
Le flux d'air principal dans le bassin amazonien se dirige vers le sud-ouest. Lorsque cette masse d'air atteint les Andes, la chaîne de montagnes agit comme une barrière naturelle 
et le soulèvement orographique redirige d'énormes volumes d'air humide vers le centre et le sud du Brésil ainsi que vers le nord de l'Argentine, le Paraguay et l'Uruguay, les arrosant de pluie. Une partie de cet air parvient à surmonter la cordillère et dépose la pluie au Pérou. D'autres masses d'air voyagent vers le nord depuis le bassin amazonien, passant au-dessus de la Colombie, du Venezuela, du Guyana, de la Guyane française et du Suriname. Selon les calculs d'Antonio Nobre, les quelque 400 milliards d'arbres de la forêt amazonienne libèrent dans l'air environ 20 milliards de tonnes d'eau par jour (plus que le débit moyen de l'Amazone, estimé à son estuaire à environ 17 milliards de tonnes d'eau par jour).

## Conséquences climatiques de la déforestation

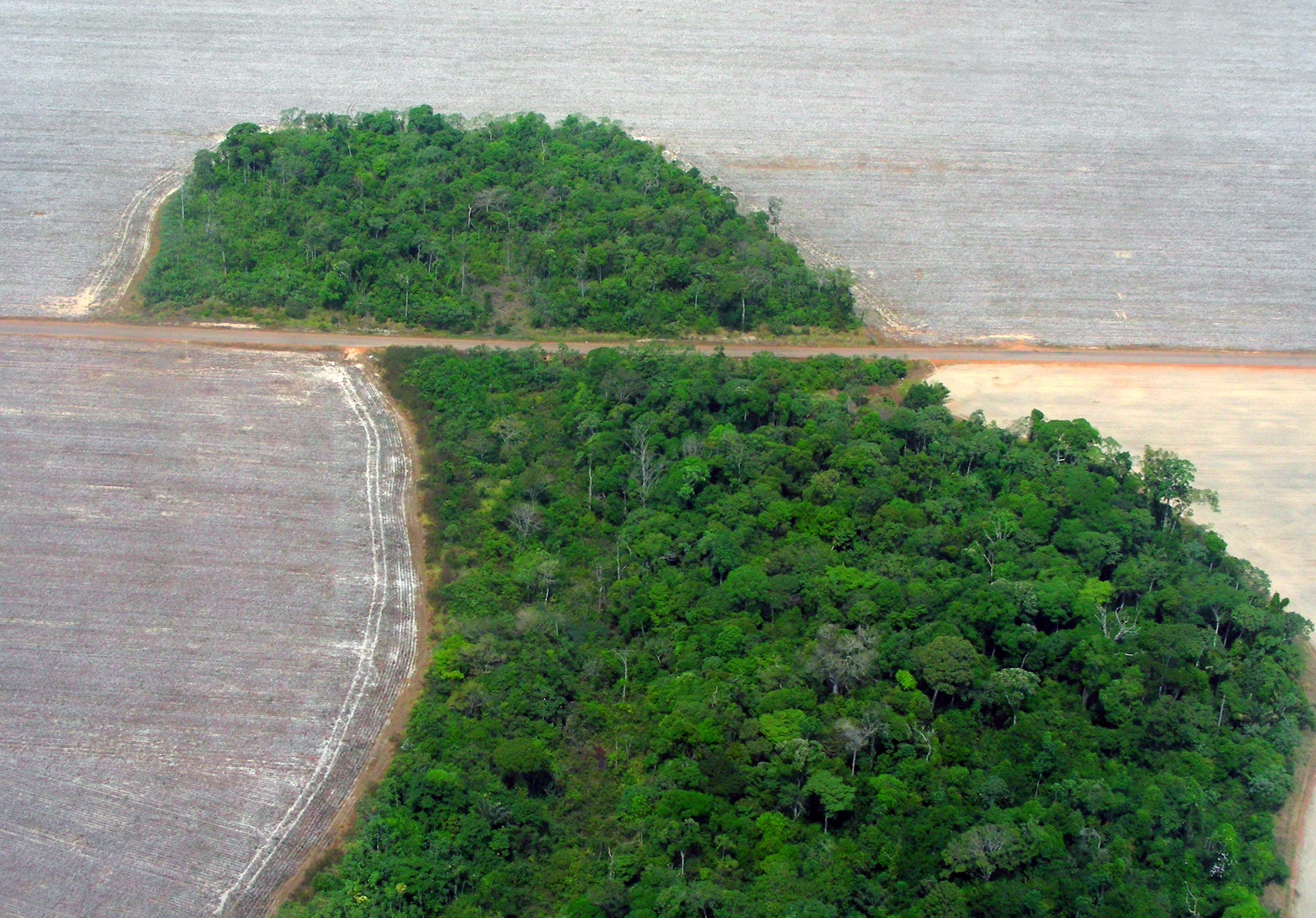
Déforestation dans l'état du Mato Grosso

En 2009, Antonio Nobre, un climatologue brésilien, a déclaré que sans le phénomène de rivière volante, une grande partie du sud du Brésil, qui produit environ 70 % du revenu national brut du pays, serait un désert aride. Le défrichement de la forêt amazonienne pour l'exploitation forestière et l'agriculture entraînera probablement une baisse des rendements ailleurs. 
La fumée des incendies allumés par certains agriculteurs pour défricher les terres envoie des particules dans l'atmosphère, entraînant une diminution des précipitations, qui à son tour porte atteinte aux arbres, en abaissant les conditions d'humidité, les rendant alors plus vulnérables aux incendies. Certaines études pointent le fait que sécheresse dans le sud du Brésil en 2010 a eu pour cause l'assèchement des rivières volantes, et que la sécheresse encore plus prononcée de 2014-2017 serait également attribuée à ce phénomène.

## Projet Rivières Volantes
Par sa grande superficie et ses précipitations abondantes, le Brésil reçoit plus de pluie en un an que tout autre pays. En 2007, le pilote suisse-brésilien Gérard Moss s'est associé à des scientifiques pour lancer un projet visant à évaluer la source de l'eau atmosphérique au-dessus du Brésil et à examiner la possibilité que les récentes sécheresses dans le pays soient causées par la déforestation de la forêt amazonienne, dans le cadre du projet Rivières Volantes. L'objectif premier du projet est de « tenter de déterminer l'origine de la vapeur d'eau, des eaux pluviales et des eaux fluviales dans les zones traversées par les rivières volantes ». 
D'autres objectifs sont d'évaluer scientifiquement les processus impliqués dans ce transfert d'eau et d'éduquer le public à comprendre l'importance de la forêt amazonienne en tant que source d'eau vitale pour leur vie et pour l'économie.

### Vidéographie
- « Les "rivières volantes" d’Amazonie menacées (durée: 01:43) », 2014 (consulté le 2 janvier 2023)
- « Le mystère des rivières volantes d'Amazonie ; documentaire de Pascal Cuissot (France, 2021, 54 min) | ARTE », 2021 (consulté le 2 janvier 2023)